# Spelungula cavernicola
Genre
Espèce
Statut de conservation UICN

 DD  : Données insuffisantes
Spelungula cavernicola, unique représentant du genre Spelungula, est une espèce d'araignées aranéomorphes de la famille des Gradungulidae.

## Distribution
Cette espèce est endémique de Nouvelle-Zélande. Elle se rencontre dans l'île du Sud dans la région de Nelson dans les grottes Wonder Sump Cave, Ida Cave, Honeycomb Hill Cave et Y Cave.

## Habitat
Cette espèce se rencontre dans des grottes.

## Description

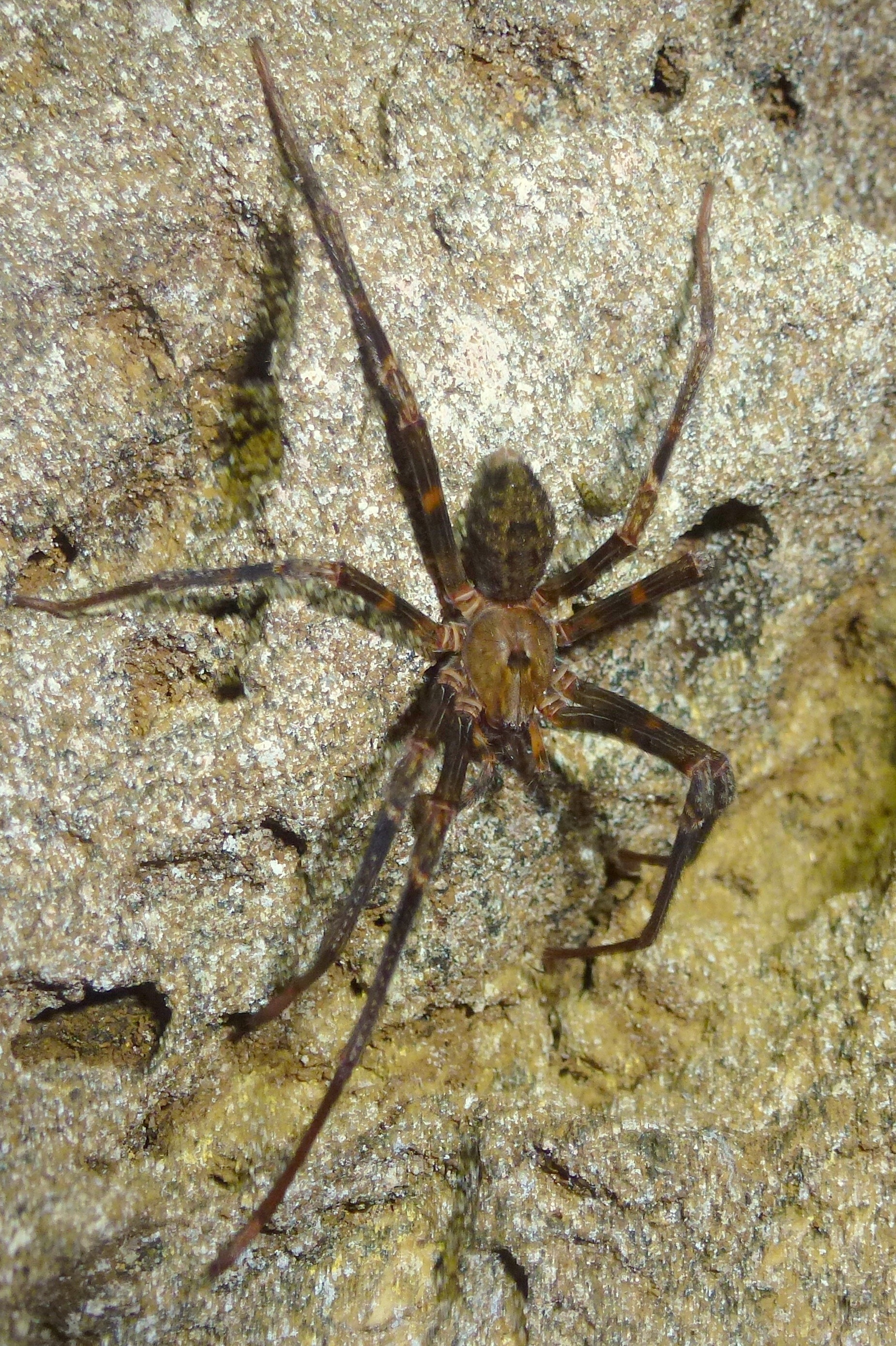
Spelungula cavernicola

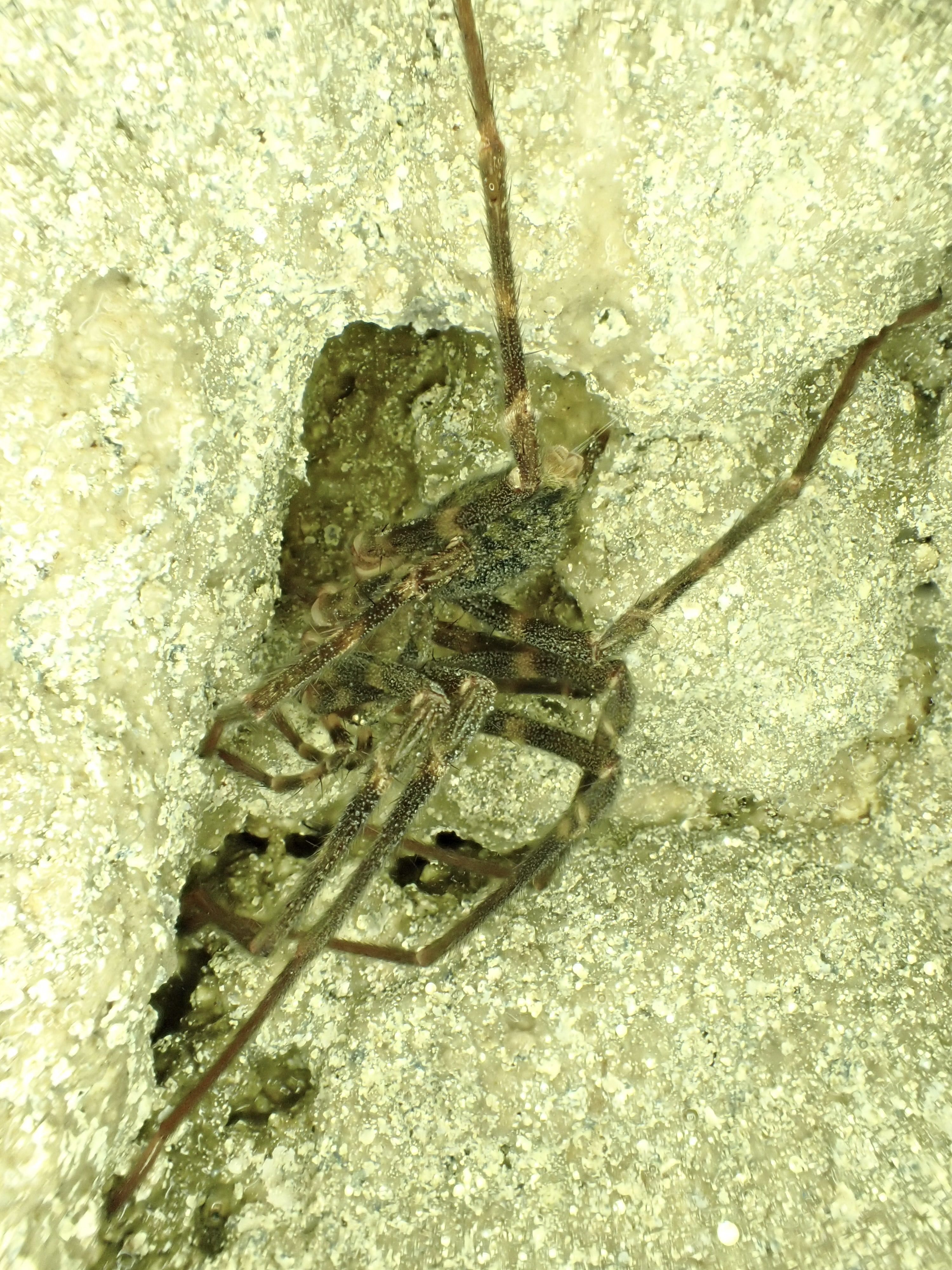
Spelungula cavernicola

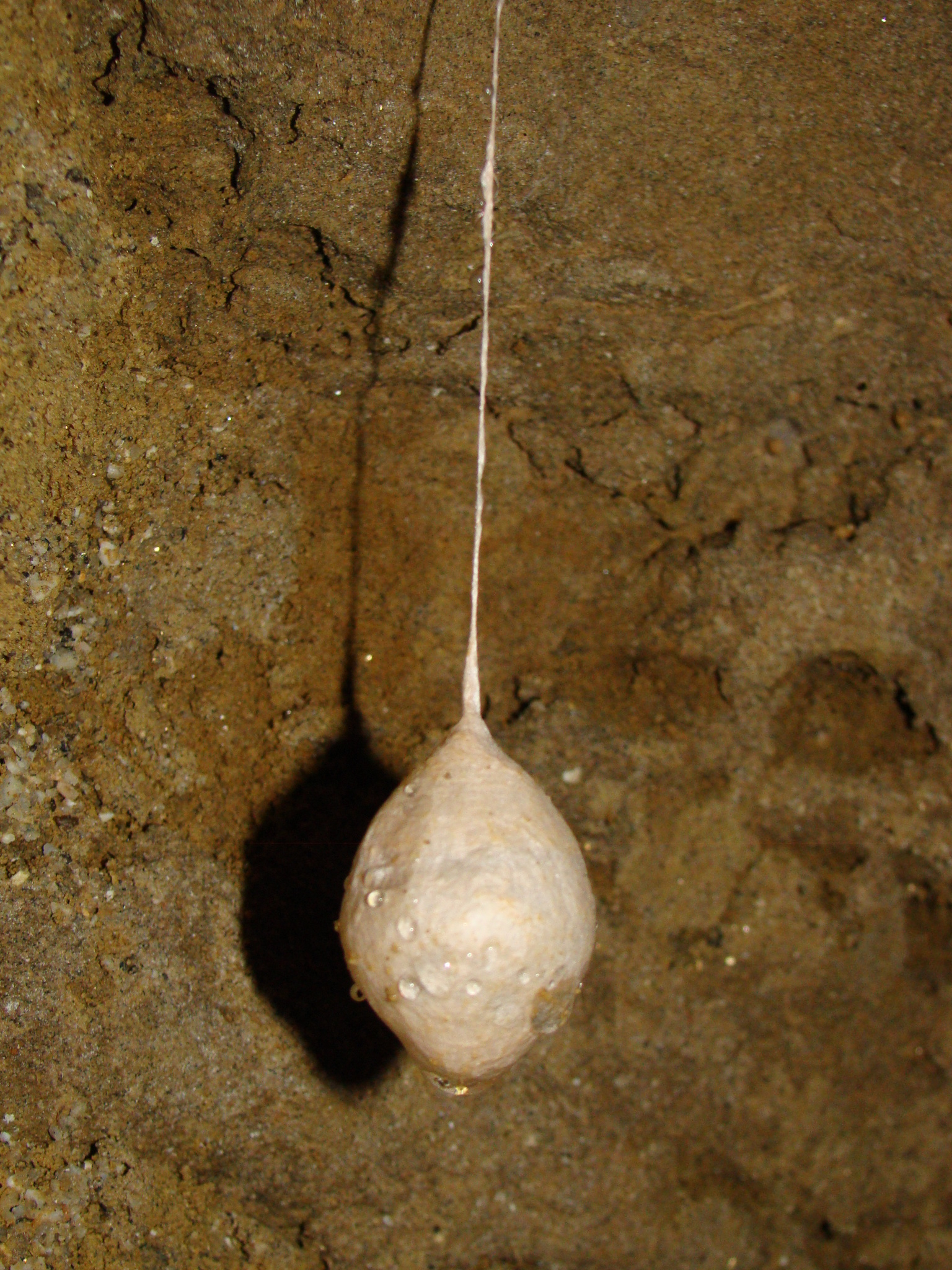
Sac d’œufs de Spelungula cavernicola

Le mâle holotype mesure 19,92 mm et la femelle paratype 20,54 mm.

## Systématique et taxinomie
Cette espèce a été décrite par Forster en 1987.
Ce genre a été décrit par Forster en 1987 dans les Gradungulidae.

## Publication originale
- Forster, Platnick & Gray, 1987 : « A review of the spider superfamilies Hypochiloidea and Austrochiloidea (Araneae, Araneomorphae). » Bulletin of the American Museum of Natural History, vol. 185, no 1, p. 1-116 (texte intégral).